# Tempo giusto
Tempo giusto is een Italiaanse muziekterm met betrekking tot het tempo waarin een stuk of passage uitgevoerd dient te worden. Men kan de term vertalen als het juiste tempo. Uit deze vrij algemene aanduiding blijkt niet wat het bijbehorende tempo is dat erbij hoort. In de meeste gevallen is deze tempo-aanduiding gelijk aan het tempo dat bij allegro of allegro moderato behoort. Echter is dit niet in alle gevallen zo. In oude muzieklexica staan uiteenlopende verklaringen bij de aanwijzing. Zo wordt onder andere verklaard dat met tempo giusto een gemiddeld tempo wordt bedoeld, dat ongeveer gelijk is aan de hartslag of een wandelpas. In andere gevallen wordt het verklaard als een tempo vergelijkbaar met allegro. Echter bestaat ook de uitleg dat het zowel gelijk kan zijn aan een andante- of allegrettotempo, of iets dat ertussenin ligt. Een andere betekenis van tempo giusto is dat men na een vrij uitgevoerd stuk (bijvoorbeeld een recitatief) weer juist in de maat dient te spelen.
Tempo ordinario (het gewone tempo) heeft vrijwel dezelfde betekenis en komt alleen in muziek uit de barok voor.